# Deparia vermiformis
Deparia vermiformis är en majbräkenväxtart som först beskrevs av Ching, Boufford och K.H.Shing, och fick sitt nu gällande namn av Z.R.Wang. Deparia vermiformis ingår i släktet Deparia och familjen Athyriaceae. Inga underarter finns listade.